# Скотт Вокер
Скотт Кевін Вокер (англ. Scott Kevin Walker; нар. 2 листопада 1967, Колорадо-Спрінгз, Колорадо) —  американський політик, що представляє Республіканську партію. 45-й (2011—2019) губернатор штату Вісконсин.

## Біографія

### Ранні роки, освіта та кар'єра
Скотт Вокер народився у Колорадо-Спрінгз, штат Колорадо, у родині Патрісії Енн (уродженої Фітч) і Ллевеліна Скотта Вокера. Його мати була бухгалтером, а батько — баптистським священиком. Його родина переїхала до Плейнфілда, Айова, а коли Вокеру виповнилося 10 років — до Делавана, Вісконсин, міста з населенням 8000 осіб, де його батько став відомим проповідником.
Під час навчання у середній школі Вокер відвідав двотижневі тренінги з керівництва та управління, що проводяться організацією «Американський легіон»: Badger Boys State у Вісконсині і Boys Nation у Вашингтоні. У цей час він у Вашингтоні зустрів Рональда Рейгана, який став його натхненником і кумиром. В рядах бойскаутів Вокер досяг найвищого рангу — «Скаут-орел».
У 1986 році Вокер закінчив Дар'єнську середню школу і вступив до Університету Маркетта у Мілвокі. Він провчився там чотири роки, але не закінчив. Паралельно Вокер працював неповний робочий день в IBM. З 1990 по 1994 рік він працював на Американський Червоний Хрест.

### Політична кар'єра
У 1990 році, у віці 22 років, Вокер уперше балотувався до Законодавчих зборів штату Вісконсин, але зазнав поразки від представниці Демократичної партії Гвен Мур. Проте вже у 1993 році, на позачергових виборах, він переміг демократа Кріса Амента. Вокер переобирався чотири рази і працював у законодавчих зборах до 2002 року, коли став главою виконавчої влади округу округу Мілвокі.
Під час роботи у законодавчих зборах Вокер виявляв особливий інтерес до галузі кримінального правосуддя і був головою комітету з виправних установ та судів. Протягом багатьох років він працював у ряді інших комітетів, у тому числі у комітеті охорони здоров'я, комітеті фінансових інститутів і комітеті житлового будівництва. Він був активним прихильником прийняття законопроєкту, який зобов'язує виборців на виборах пред'являти посвідчення з фотографією.
У кінці квітня 2009 року Вокер висунув свою кандидатуру на посаду губернатора штату Вісконсин. 14 вересня 2010 він виграв первинні вибори, отримавши 59 % голосів виборців, у той час як колишній конгресмен  Марк Ньюманн — 39 %. 2 листопада 2010 Вокер виграв загальні вибори, набравши 52 % від загального числа поданих голосів, а його найближчий суперник, демократ Том Барретт, отримав 46 %.

### Політичні позиції
Вокер виступає проти абортів за будь-яких обставин, у тому числі у випадках зґвалтування, інцесту або для захисту життя вагітної. Він підтримує сексуальну освіту, обмежену стриманістю у державних школах, а також виступає проти підтримуваних державою медичних послуг, які забезпечують контрацепцію, і тестування та лікування ЗПСШ підлітків віком до 18 років без згоди батьків. Він підтримує право фармацевтів відмовитися від заповнення рецептів на протизаплідні засоби з релігійних чи моральних міркувань. Вокер підтримує дослідження дорослих стовбурових клітин, але проти досліджень ембріональних стовбурових клітин людини.

### Особисте життя
У лютому 1993 року Вокер одружився з Тонетт Тарантіно, у них двоє дітей, Алекс і Метт. Вони є прихожанами міжконфесійної євангелістської церкви у Вауватосі.